# Arnulf Rüssel
Clemens Arnulf Rüssel (* 25. Mai 1902 in Zörbig; † 1978) war ein deutscher Psychologe und Hochschullehrer. 

## Leben und Werk
Nach dem Schulabschluss studierte er Psychologie und promovierte 1929 an der Universität Leipzig zum Dr. phil. 1937 habilitierte er sich und war ab 1938 als Dozent für Psychologie an der Philologisch-Historischen Abteilung der Philosophischen Fakultät der Universität Leipzig tätig. 1944 wurde er zum nichtplanmäßigen außerordentlichen Professor für Psychologie an der Philologisch-Historischen Abteilung der dortigen Philosophischen Fakultät berufen. 1945 endete seine Lehrtätigkeit in Leipzig.
1953 erfolgte seine Berufung zum nichtplanmäßigen außerordentlichen Professor für Entwicklungs- und Arbeitspsychologie an der Technischen Hochschule Braunschweig. Mit 65 Jahren schied er 1967 aus dem Hochschulbetrieb aus und widmete sich vorrangig seiner Publikationstätigkeit.

## Schriften (Auswahl)
- Über Formauffassung zwei- bis fünfjähriger Kinder. Leipzig 1929.
- Zur Psychologie der optischen Agnosien. Leipzig 1937.
- Arbeitspsychologie. Hubert, Bern, Stuttgart 1961.
- Das Befinden des Menschen bei der Arbeit. Eine Untersuchung an berufstätigen Frauen Drechen 1968.
- Psychomotorik. Empirie und Theorie der Alltags-, Sport- und Arbeitsbewegungen. Darmstadt 1976.